# NATO
Severnoatlantska pogodbena organizacija oz. Organizacija severnoatlantske pogodbe, krajše tudi zveza NATO ali pakt NATO (angleško North Atlantic Treaty Organization, kratica Nato ali NATO; francosko Organisation du traité de l'Atlantique nord, kratica Otan ali OTAN) je mednarodna vojaško-politična organizacija držav za sodelovanje na področju obrambe, ki je bila ustanovljena 4. aprila 1949 z Washingtonsko pogodbo. NATO je obrambni pakt držav članic z namenom kolektivne samoobrambe. NATO je bil ustanovljen kot izvrševanje pravice do kolektivne samoobrambe iz 51. člena Ustanovne listine OZN. Države članice NATA lahko v okviru izvajanja samoobrambe ravnajo tudi mimo Varnostnega sveta OZN, kot temeljnega organa zagotavljanja mednarodnega miru in varnosti, vendar ga morajo o tem takoj obvestiti. Njihovo ravnanje mora prenehati, ko nadzor nad situacijo in izvrševanjem uporabe sile prevzame Varnostni svet z zadostnimi ukrepi za zagotovitev mednarodnega miru in varnosti.

## Zgodovina
Leta po drugi svetovni vojni so prinesla hitro stopnjevanje trenja med deželami vzhodnega političnega bloka (komunističnimi sistemi) in deželami Zahoda (demokratičnimi sistemi zahodne Evrope in severne Amerike). Tako vzhodna kot zahodna stran sta bili mnenja, da nasprotna sila resno ogroža njun obstoj in blaginjo. Kot posledica sta bili v obeh blokih ustanovljeni obrambni zvezi potencialno ogroženih držav: leta 1949 zveza Nato na Zahodu in šest let kasneje Varšavski pakt na Vzhodu. Ustanovitev zveze Nato, sicer varnostno zagotovilo pred grozečo ofenzivo komunističnih sil, je dobila neposreden povod s sovjetsko blokado Zahodnega Berlina. Na ustanovnem zasedanju zveze Nato so bile udeležene države ustanoviteljice: Belgija, Danska, Francija, Islandija, Italija, Kanada, Luksemburg, Nizozemska, Norveška, Portugalska, Združeno kraljestvo in Združene države Amerike.
V prvem letu delovanja je Nato na prvem mestu - v očeh evropskih držav - pomenil zagotovilo ameriške pomoči ob morebitnem spopadu. Junija 1950, dobro leto po ustanovitvi pakta, se je v Koreji razplamtel prvi izmed »obrobnih« spopadov obeh velesil. Močan udarec severnokorejske vojske z izdatno podporo Kitajske in ZSSR je trčil ob južnokorejske, z Američani ojačane sile. Krvava vojna se je končala tako rekoč brez zmagovalca, prinesla pa je nove politične in geografske razsežnosti zveze Nato. Ta je začela pospešene priprave na širitev, do katere je prišlo leta 1952: v organizacijo sta bili zaradi strateške lege vključeni Grčija in Turčija, državi, ki sta se zajedali globoko v južne obronke vzhodnega bloka. Tri leta kasneje je bila kot odgovor na blokado Berlina v pakt pod posebnimi pogoji vključena tudi Zahodna Nemčija.
Skozi obdobje hladne vojne se je pomen zveze Nato predvsem v smislu varnosti vseskozi večal. Prihajalo je do vse večjih in pogostejših zaostrovanj med zahodnim in vzhodnim blokom, slednji pa je sčasoma razvil lastno jedrsko orožje, s čimer se je izenačila vojaška moč obeh zvez. Posledično se je med evropskimi deželami pojavil strah, ki je izviral iz dejstva, da v primeru sovjetske invazije ZDA zaradi lastne varnosti utegnejo odkloniti pomoč - prišlo je do prvih manjših sporov in razhajanj med Evropo in ZDA. Tako je leta 1966 svoje članstvo zamrznila de Gaullova Francija.
Oboroževalna tekma je bila v polnem zamahu, krize pa so se vrstile: vietnamska vojna, kubanska kriza in druga nekoliko manjša trenja so le še povečevala nesoglasja med Zahodom in Vzhodom. S stalnim razvojem novega in mogočnejšega orožja se je vseskozi držal strah med obema velesilama, s tem pa tudi nekakšno ravnotežje, ki je tako Sovjete kot Američane sililo k neuporabi svojih medcelinskih raket z jedrskimi konicami. V letu 1982 je po ukinitvi španskega fašizma prišlo do krepitve Nato pakta z novo članico.
Zaostreno stanje med velesilama je počasi začelo topliti v poznih osemdesetih letih 20. stoletja. Prišlo je do podpisa Sporazuma o balističnih raketah dolgega dosega, ki je narekoval uničenje vseh raket z dosegom nad 500 km, ter končno do razpada Varšavskega pakta v letih 1989-1991.
Sledilo je post-hladnovojno obdobje zveze Nato in pridružitev nekdanjih komunističnih držav Vzhodne Evrope, po razpadu Varšavskega pakta oz. komunističnih sistemov v njih.

## Organizacija

### Institucije
- Severnoatlantski svet (NAC)
- Odbor za obrambno načrtovanje (DPC)
- Skupina za jedrsko načrtovanje (NPG)

### Civilne organizacije in strukture
- Sedež zveze Nato (Bruselj, Belgija)
- Generalni sekretar zveze Nato
- Mednarodni sekretariat zveze Nato
- Urad generalnega sekretarja zveze Nato:

- Osebni urad generalnega sekretarja zveze NATO
- Izvršni sekretariat zveze NATO

- Urad za informiranje in tisk zveze NATO
- Urad zveze NATO za varnost
- Urad za upravljanje zveze NATO
- Urad finančnega nadzornika zveze NATO
- Urad predsednika višjega odbora za vire zveze NATO
- Urad predsednika proračunskih odborov zveze NATO
- Mednarodni računski odpor zveze NATO
- Organizacije zveze NATO za proizvodnjo in logistiko (NPLO)

### Vojaška organizacija in strukture

#### Vojaške organizacije
- Vojaški odbor zveze NATO (MC)

- Predsednik Vojaškega odbora zveze NATO (CMC)
- Namestnik predsednika Vojaškega odbora zveze NATO (DCMC)

- Strateška poveljnika zveze NATO:

- Vrhovni poveljnik zavezniških sil za Atlantik (SACLANT)
- Vrhovni poveljnik zavezniških sil za Evropo (SACEUR)

- Mednarodni vojaški štab zveze NATO (IMS)

#### Strukture
- Vrhovni poveljnik zavezniških sil za Evropo (SACEUR)
- Vrhovno poveljstvo zavezniških sil v Evropi (SHAPE)
  - Poveljstvo zavezniških sil za Evropo (ACE)
    - Zavezniške sile za severno Evropo (AFNORTH; Brunssum, Nizozemska)
    - Zavezniške sile za južno Evropo (AFSOUTH; Neapelj, Italija)
    - Štab sil za posredovanje (v zračnem prostoru) (RF(A)S; Kalkar, Nemčija)
    - Sile zveze NATO za zgodnje opozarjanje iz zraka (NAEWF; Geilenkirchen, Nemčija)
    - Korpus ACE za hitro posredovanje (ARRC, Rheindahlen, Nemčija)
    - Štab večnacionalne divizije za sredno Evropo (MND(C), Rheindahlen, Nemčija)
    - Štab večnacionalne divizije za južno Evropo (še ni aktiviran)
    - Stalne mornariške sile v Sredozemlju (STANAVFORMED)
    - Mobilne kopenske sile ACE (AMF(L); Heidelberg, Nemčija)
    - Sile za protiminske ukrepe v Severni Evropi (MCMFORNORTH)
    - Sile za protiminske ukrepe v Sredozemlju (MCMFORMED)
- Vrhovni poveljnik zavezniških sil za Atlantik (SACLANT)
- Vrhovno poveljstvo zavezniških sil za Atlantik (HQ SACLANT)
  - Poveljstvo zavezniških sil za Atlantik (ACLANT)
    - Regionalno poveljstvo za vzhodnoatlantsko območje (RHQ EASTLANT; Northwood, Združeno kraljestvo)
    - Stalne mornariške sile v Atlantiku (STANAVFORLANT)
    - Regionalno poveljstvo za vzhodnoatlantsko območje (RHQ WESTLANT; Norfolk, Virginija, ZDA)
    - Regionalno poveljstvo za južnoatlantsko območje (RHQ SOUTHLANT; Lizbona, Portugalska)
    - Uradna flota za Atlantik (STRIKFLTLANT; Norfolk, Virginija, ZDA)
    - Poveljstvo podmorniških zavezniških sil za Atlantik (SUBACLANT; Norfolk, Virginija, ZDA)
    - Center SACLANT za podmorske raziskave (SACLANTCEN; La Spezia, Italija)
    - Regionalna načrtovalna skupina Kanade in ZDA (CUSRPG)

## Države članice
Abecedno urejene države članice od ustanovitve leta 1949 ali z letom pristopa v oklepaju:
- Albanija (2009)
- Belgija
- Bolgarija (2004)
- Črna gora (2017)
- Češka (1999)
- Danska
- Estonija (2004)
- Finska (2023)
- Francija
- Grčija (1952)
- Hrvaška (2009)
- Islandija
- Italija
- Kanada
- Latvija (2004)
- Litva (2004)
- Luksemburg
- Madžarska (1999)
- Nemčija (1955)
- Nizozemska
- Norveška
- Poljska (1999)
- Portugalska
- Romunija (2004)
- Severna Makedonija (2020)[4]
- Slovaška (2004)
- Slovenija (2004)
- Španija (1982)
- Švedska (2024)
- Turčija (1952)
- ZDA
- Združeno kraljestvo

Grčija in Turčija sta v organizacijo vstopili februarja 1952. Nemčija se je priključila leta 1955 kot Zahodna Nemčija, združitev obeh Nemčij leta 1990 pa je razširilo zvezo tudi na območje nekdanje Vzhodne Nemčije, ki je bila članica Varšavskega pakta. Španija je vstopila 30. maja 1982, prve tri nekdanje članice Varšavskega pakta - Poljska, Madžarska in Češka so se zvezi priključile 12. marca 1999, nadaljnji dve, Romunija in Bolgarija, enako kot Slovenija in Baltske države pa 2004. 4. aprila 2023 je v NATO kot 31. članica vstopila Finska.. Malo manj kot leto kasneje (7. marca 2024) se je zavezništvu polnopravno pridružila Švedska.
Francija je še vedno članica zveze NATO, vendar se je leta 1966 umaknila iz skupne vojaške poveljniške strukture. Islandija je edina članica zveze NATO, ki nima lastne vojske, pristopila pa je pod pogojem, da ji je tudi ne bo treba ustanoviti.
| A world map with countries in blue, cyan, orange, yellow, purple, and green, based on their NATO affiliation. | |                        |                            |                                               |                                               | | | | |                                                                           |                                                                           |                                                       |                                                       |                                                                                                   |                                                                                                   |                                                                                                   |
| \| \| Članice Nata \| \| Akcijski načrt za članstvo \| \| Partnerji z okrepljenimi možnostmi \| \| Individualni partnerski akcijski načrt \| \| Partnerstvo za mir \| \| Mediteranski dialog \| \| Istanbulska pobuda za sodelovanje \| \| Globalni partnerji \| \| \| - Albanija - Belgija - Bolgarija - Kanada - Hrvaška - Češka - Danska - Estonija - Finska - Francija - Nemčija - Grčija - Madžarska - Islandija - Italija - Latvija - Litva - Luksemburg - Črna gora - Nizozemska - Severna Makedonija - Norveška - Poljska - Portugalska - Romunija - Slovaška - Slovenija - Španija - Švedska - Turčija - Združeno kraljestvo - Združene države Amerike \| - Albanija - Belgija - Bolgarija - Kanada - Hrvaška - Češka - Danska - Estonija - Finska - Francija - Nemčija - Grčija - Madžarska - Islandija - Italija - Latvija - Litva - Luksemburg - Črna gora - Nizozemska - Severna Makedonija - Norveška - Poljska - Portugalska - Romunija - Slovaška - Slovenija - Španija - Švedska - Turčija - Združeno kraljestvo - Združene države Amerike \| - Bosna in Hercegovina \| - Bosna in Hercegovina \| - Avstralija - Gruzija - Jordanija - Ukrajina \| - Avstralija - Gruzija - Jordanija - Ukrajina \| - Armenija - Azerbajdžan - Bosna in Hercegovina - Gruzija - Kazahstan - Moldavija - Srbija - Ukrajina \| - Armenija - Azerbajdžan - Bosna in Hercegovina - Gruzija - Kazahstan - Moldavija - Srbija - Ukrajina \| - Armenija - Avstrija - Azerbajdžan - Belorusija - Bosna in Hercegovina - Gruzija - Irska - Kazahstan - Kirgizistan - Malta - Moldavija - Rusija - Srbija - Švica - Tadžikistan - Turkmenistan - Ukrajina - Uzbekistan \| - Armenija - Avstrija - Azerbajdžan - Belorusija - Bosna in Hercegovina - Gruzija - Irska - Kazahstan - Kirgizistan - Malta - Moldavija - Rusija - Srbija - Švica - Tadžikistan - Turkmenistan - Ukrajina - Uzbekistan \| - Alžirija - Egipt - Izrael - Jordanija - Mavretanija - Maroko - Tunizija \| - Alžirija - Egipt - Izrael - Jordanija - Mavretanija - Maroko - Tunizija \| - Bahrajn - Kuvajt - Katar - Združeni arabski emirati \| - Bahrajn - Kuvajt - Katar - Združeni arabski emirati \| - Avstralija - Kolumbija - Irak - Japonska - Mongolija - Nova Zelandija - Pakistan - Južna Koreja \| - Avstralija - Kolumbija - Irak - Japonska - Mongolija - Nova Zelandija - Pakistan - Južna Koreja \| - Avstralija - Kolumbija - Irak - Japonska - Mongolija - Nova Zelandija - Pakistan - Južna Koreja \| | |                        |                            |                                               |                                               | | | | |                                                                           |                                                                           |                                                       |                                                       |                                                                                                   |                                                                                                   |                                                                                                   |
| | Članice Nata |                        | Akcijski načrt za članstvo |                                               | Partnerji z okrepljenimi možnostmi            | | Individualni partnerski akcijski načrt                                                                | | Partnerstvo za mir |                                                                           | Mediteranski dialog                                                       |                                                       | Istanbulska pobuda za sodelovanje                     |                                                                                                   | Globalni partnerji                                                                                |                                                                                                   |
| - Albanija - Belgija - Bolgarija - Kanada - Hrvaška - Češka - Danska - Estonija - Finska - Francija - Nemčija - Grčija - Madžarska - Islandija - Italija - Latvija - Litva - Luksemburg - Črna gora - Nizozemska - Severna Makedonija - Norveška - Poljska - Portugalska - Romunija - Slovaška - Slovenija - Španija - Švedska - Turčija - Združeno kraljestvo - Združene države Amerike | - Albanija - Belgija - Bolgarija - Kanada - Hrvaška - Češka - Danska - Estonija - Finska - Francija - Nemčija - Grčija - Madžarska - Islandija - Italija - Latvija - Litva - Luksemburg - Črna gora - Nizozemska - Severna Makedonija - Norveška - Poljska - Portugalska - Romunija - Slovaška - Slovenija - Španija - Švedska - Turčija - Združeno kraljestvo - Združene države Amerike | - Bosna in Hercegovina | - Bosna in Hercegovina     | - Avstralija - Gruzija - Jordanija - Ukrajina | - Avstralija - Gruzija - Jordanija - Ukrajina | - Armenija - Azerbajdžan - Bosna in Hercegovina - Gruzija - Kazahstan - Moldavija - Srbija - Ukrajina | - Armenija - Azerbajdžan - Bosna in Hercegovina - Gruzija - Kazahstan - Moldavija - Srbija - Ukrajina | - Armenija - Avstrija - Azerbajdžan - Belorusija - Bosna in Hercegovina - Gruzija - Irska - Kazahstan - Kirgizistan - Malta - Moldavija - Rusija - Srbija - Švica - Tadžikistan - Turkmenistan - Ukrajina - Uzbekistan | - Armenija - Avstrija - Azerbajdžan - Belorusija - Bosna in Hercegovina - Gruzija - Irska - Kazahstan - Kirgizistan - Malta - Moldavija - Rusija - Srbija - Švica - Tadžikistan - Turkmenistan - Ukrajina - Uzbekistan | - Alžirija - Egipt - Izrael - Jordanija - Mavretanija - Maroko - Tunizija | - Alžirija - Egipt - Izrael - Jordanija - Mavretanija - Maroko - Tunizija | - Bahrajn - Kuvajt - Katar - Združeni arabski emirati | - Bahrajn - Kuvajt - Katar - Združeni arabski emirati | - Avstralija - Kolumbija - Irak - Japonska - Mongolija - Nova Zelandija - Pakistan - Južna Koreja | - Avstralija - Kolumbija - Irak - Japonska - Mongolija - Nova Zelandija - Pakistan - Južna Koreja | - Avstralija - Kolumbija - Irak - Japonska - Mongolija - Nova Zelandija - Pakistan - Južna Koreja |

## Vojaška moč

### Moč vojnih mornaric
V letih 1999-2000 so države NATA imele:
- 18 letalonosilk,
- 179 vojaških podmornic,
- 28 križark,
- 79 rušilcev,
- 239 fregat,
- 18 korvet,
- 292 hitrih jurišnih in patruljnih plovil,
- 245 plovil za protiminsko bojevanje (glej minolovec in minoiskalec)
- 114 amfibijskodesantnih ladij, ...

... kar znaša 1.212 glavnih vojaških ladij.

## Članstvo Slovenije

### Približevanje zvezi
Slovenija je začela delati na potencialnem vstopu v zvezo NATO že v začetku 90ih let s sprejetjem Resolucije o izhodiščih zasnove nacionalne varnosti. V sledečih letih so se postopoma sprejele nove resolucije ter izvajali koraki k vključitvi. Leta 1996 je Slovenija postala članica Severnoatlantskega sveta za sodelovanje, 11. aprila 1996 pa je sklep Državnega zbora nedvoumno izjasnil namen k vstopu v NATO. 1998 je Slovenija odprla svoj zračni prostor za letala zveze in v Sloveniji je potekala do takrat največja NATO vaja izven ozemlja članic. Uradno povabilo k pristopnim pogovorom je Slovenija prejela novembra 2002 (skupaj z Litvo, Estonijo, Bolgarijo, Latvijo, Romunijo in Slovaško).

### Vstop v zvezo
Vstop je podpirala takratna vlada in tudi nekdanji predsednik države Milan Kučan. Na posvetovalnem referendumu 23. marca 2003, je skoraj dve tretjini (66,08 %) volilcev (volilna udeležba 60,43 %) podprlo vstop Slovenije v Severnoatlantsko zvezo. Hkrati je potekalo tudi glasovanje o vstopu v EU. Slovenija je uradno postala članica zveze NATO 29. marca 2004 in že istega meseca so se prvi slovenski vojaki udeležili mirovne misije ISAF v Afganistanu. V času vstopanja v NATO so se s strani nekaterih nevladnih organizacij pojavljale kritike zveze in vstopa Slovenije.

### Dvajseta obletnica članstva
Javnomnenjska podpora zvezi NATO je v Sloveniji začeteku leta 2024 bila med najmanjšimi v zvezi, na morebitnem referendumu za ohranitev članstva v zvezi glasovalo 52%, proti pa 32% glasujočih (po mnenju pravnikov sicer tak referendum ni mogoč). Nevladne organizacije, ki nasprotujejo članstvu so ob 20. obletnici vstopa države v zvezo trdile, da se obljube o manjših stroških za obrambo in večji varnosti niso izpolnile in da je NATO »orodje imperialistov« in kapitalizma. Pozvale so se k ustavitvi vse vojaške pomoči napadeni Ukrajini in izstop Slovenije iz zveze ter njeno razpustitev, ob državni proslavi obletnice pa so tudi organizirale protest, ki se ga je udeležila Levica. Teze nasprotnikov NATO, ki menijo, da razoroževanje in izstop iz zveze prinaša mir in varnost so bile označene za zgrešene, saj veljajo le v svetu, kjer agresorji napadajo države, ki so pripravljene na obrambo, pozivi k nevtralnosti in demilitarizaciji pa za historični in geopolitični nesmisel. Navedbe o manjših stroških nevtralnosti je zavrgel obrambni minister Marjan Šarec in predsednica Nataša Pirc Musar. Državni vrh je članstvo izpostavil kot eno največjih dosežkov Slovenije, še posebno v luči sodobnih razmer, ko nekatere države spodkopavajo vrednote Slovenije in mednarodnopravne norme.